# Ratquis de Friül
Ratquis de Friül (+ després del 757) fou duc de Friül (739-744) com a successor del seu pare Pemmó. El 744 fou elegit rei dels longobards i va cedir el ducat al seu germà Aistulf.

## Duc de Friül
Ratquis era nebot del rei Liutprand. La instal·lació com a duc la va fer el mateix rei, que el va considerar un fidel tot i ser el fill del cessat Pemmó, deposat per Liutprand causa de les tendències autonomistes manifestades en el conflicte amb el patriarca d'Aquileia, Calixte (Callisto). La nissaga de Friül estava en conflicte sovint amb la de Liutprand des dels dies del seu pare Ansprand però, el rei va expressar la seva confiança en Ratquis, concedint-li la gràcia pel seu pare. Pau el Diaca narra que tal confiança va ser recompensada immediatament: Quan Liutprand, que seguia un judici a Pavia, va ordenar l'arrest de tots els partidaris de Pemmó (excepte el mateix duc deposat i els seus fills, que havien rebut immunitat), el germà menor de Ratquis, Astolf o Aistulf, va amenaçar de treure la seva espasa allí mateix i matar el rei, però fou Ratquis qui el va aturar.
De tornada a Cividale, va dirigir una expedició contra els eslaus a Carniola, constant amenaça per l'orient contra el regne llombard, eliminant un gran nombre i causant estralls en la terra. En aquesta ocasió es va distingir per un acte d'heroisme, militar: atacat pels enemics quan encara no havia pogut agafar la seva llança, va aconsegueixen matar l'eslau que l'estava atacant només amb les mans.

## Rei dels longobards i d'Itàlia
La pujada al tron de Pavia el 744, deposant a Hildeprand, va ser probablement obra dels ducs de tendència autonomista, que amb un membre de la família de Pemmó esperaven més concessions a l'autonomia local. Ratquis, però, va tractar de legitimar la seva usurpació com l'hereu i successor de la política de Liutprand. Malgrat el prestigi militar que havia aconseguit anteriorment, es trobava en un equilibri inestable entre demandes oposades difícil, sense tenir les habilitats polítiques i diplomàtiques de Liutprand. El ducat de Friül el va deixar al seu germà Aistulf (Astolf).
Aquestes polítiques, enfortides per l'admissió a la cort de pro-romans destacats, va provocar la reacció dels tradicionalistes llombards, irritats pel fet que el rei estava buscant una pau duradora amb Roma i els romans d'Orient. Per respondre a aquestes pressions creixents de la seva política de marxa enrere, en l'any 749 va envair Pentàpolis i va assetjar Perusa, la ruta crucial entre Roma i l'Exarcat de Ravenna. Una intervenció del papa Zacaries I el va convèncer, però, per aixecar el setge, i el prestigi de Ratquis entre els seus homes va patir un cop decisiu.
Al juliol d'aquest mateix any 749, una assemblea de llombards, reunits a Milà, el va declarar deposat i es van establir com a rei en el seu lloc al seu germà Astolf o Aistulf de Friül (al ducat el va succeir Anselm, dit de Nonantola, un monjo sortit del monestir que podria ser germà de Ratquis i Aistulf). Ratquis va tractar d'oposar-se a la deposició, però aviat es va veure obligat a fugir a Roma, on va prendre els seus vots amb tota la seva família. Amb els fills després es va retirar a l'abadia de Montecassino, mentre la seva esposa Tàssia i la filla Rotudra van entrar al convent de Plumbariola. La presa dels hàbits per Ratquis, presentada per fonts eclesiàstiques com purament espirituals, era de fet l'única alternativa per a l'eliminació física d'un rei deposat. La investigació històrica, però, no descarta la possibilitat d'un conflicte intern: Ratquis, com altres sobirans llombards (incloent al seu germà i successor Aistulf) tenia un conflicte irreconciliable entre la consciència catòlica i les necessitats individuals d'oposició al papat dictades per la política d'unificació liderada pel rei. Una llegenda atribueix a Ratquis la fundació del Santíssim Salvador, al vessant oriental de la muntanya Amiata. El rei, segons la tradició, va veure a la Santíssima Trinitat destacant per sobre del dosser del bosc Amiata i això el va portar a ordenar la construcció, al punt de l'aparició, d'un monestir dedicat al Salvador.
A la mort d'Aistulf, el 756, va deixar Montecassino i va tractar de recuperar el seu tron; va arribar a Pavia i es va apoderar del palau reial, recollint l'aclamació generalitzada al nord d'Itàlia. També es va proclamar duc de Spoleto, ducat que pertanyia al seu germà difunt. De Toscana, però, es va traslladar al duc de Túscia, Desideri, que va reclamar el tron per a si mateix i va recollir el suport de tota l'oposició a la casa de Friül, Ratquis i Aistulf. El reclamant també va obtenir el suport del papa Esteve II i del francs de Pipí el Breu, que va posar tropes a la seva disposició. El Papa llavors va exercir pressió directa sobre el "monjo-rei", que es va mostrar vacil·lant i es va afeblir encara més per la defecció d'uns quants dels seus partidaris, que temien una nova intervenció franca. Va abdicar el tron dels longobards i d'Itàlia i el ducat de Spoleto i el març de 757, després de tornar al monestir, va iniciar el treball d'evangelització a la Terra de Sant Benet (el territori d'influència de l'Abadia de Montecassino). El mateix any es va retirar a l'abadia de Montecassino, a la dependència de Cervaro, on va donar a llum a una comunitat monàstica inspirada en el culte de Maria, on avui en dia hi ha una muntanya que porta el seu nom. Va morir en una data desconeguda probablement ja després del 757.